# Vieux-Bourg
Vieux-Bourg é uma comuna francesa na região administrativa da Normandia, no departamento Calvados. Estende-se por uma área de 1,3 km². Em 2010 a comuna tinha 74 habitantes (densidade: 56,9 hab./km²).